# Homalium fagifolium
Homalium fagifolium là một loài thực vật có hoa trong họ Liễu. Loài này được (Lindl.) Benth. mô tả khoa học đầu tiên năm 1904.